# Harcerski Klub Łączności SP5ZIP
Harcerski Klub Łączności SP5ZIP im. hm. Wacława Łukaszewicza SP5WL – jednostka specjalnościowa Związku Harcerstwa Polskiego, działająca na terenie Hufca ZHP Warszawa-Żoliborz, z siedzibą w Szkole Podstawowej nr 223. Jeden z najprężniej działających klubów łącznościowych w Chorągwi Stołecznej.

## Historia i osiągnięcia
HKŁ SP5ZIP został powołany 18 marca 1997 rozkazem komendanta Hufca ZHP Warszawa-Żoliborz jako HKŁiRS, pierwszym kierownikiem HKŁ SP5ZIP został Grzegorz Kobryń. W dniu 10 grudnia 1997 Państwowa Agencja Radiowa wydała zezwolenie kategorii II (dopuszczające pracę na częstotliwościach 144–146 MHz i 430–440 MHz).

### Kierownicy HKŁ SP5ZIP
Poniżej przedstawiono chronologiczny wykaz kierowników HKŁ SP5ZIP:
| Kierownik HKŁ      | Znak wywoławczy | Data mianowania      |
| ------------------ | --------------- | -------------------- |
| Grzegorz Kobryń    |                 | 18 marca 1997        |
| Anna Jarczewska    | SQ5MBQ          | 20 października 1998 |
| Adam Krasuski      | SQ5SJD          | 31 sierpnia 1999     |
| Marcin Górecki     | SQ5SJC          | 7 października 2000  |
| Michał Nowak       | SQ5HOB          | 10 października 2000 |
| Jarosław Szymaniak | SQ5VJA          | 1 września 2001      |

### Stacje okolicznościowe obsługiwane przez HKŁ SP5ZIP
| Rok  | Znak wywoławczy | Okoliczność | Okres działania                |
| ---- | --------------- | --- | ------------------------------ |
| 1998 | SP0ZIP          | Harcerska Akcja Letnia 1998 | 4 lipca – 26 lipca 1998        |
| 1998 | SP0ZHG          | Ogólnopolski Harcerski Zlot Grunwaldzki | 11 lipca – 17 lipca 1998       |
| 1999 | SP0ZIP          | Harcerska Akcja Letnia 1999 | 31 lipca – 26 sierpnia 1998    |
| 1999 | SP0ZHG          | Ogólnopolski Harcerski Zlot Grunwaldzki | 8 lipca – 17 lipca 1998        |
| 2000 | SP0ZIP          | 3. rocznica powstania HKŁ SP5ZIP | 24 czerwca – 10 lipca 2000     |
| 2000 | SP0ZHG          | Ogólnopolski Harcerski Zlot Grunwaldzki | 11 lipca – 16 lipca 2000       |
| 2000 | SP0ZHG          | Ogólnopolski Harcerski Zlot Grunwaldzki | 4 sierpnia – 10 sierpnia 2000  |
| 2002 | SP0ZIP          | Harcerska Akcja Letnia 2002 | 22 lipca – 22 sierpnia 2002    |
| 2002 | SP0ZIP          | Eterowe Spotkania Skautów pn. JOTA podczas Centralnego Zlotu Młodzieży PTTK w Palmirach                                                    | 19 października 2002           |
| 2004 | SN0HAL          | Akcja Dyplomowa „Harcerska Akcja Letnia” 2004                                                                                              | 1 lipca – 31 sierpnia 2004     |
| 2005 | SN0HAL          | Akcja Dyplomowa „Harcerska Akcja Letnia” 2005                                                                                              | 1 lipca – 31 sierpnia 2005     |
| 2005 | 3Z30KCS         | 30. rocznica powstania Chorągwi Stołecznej ZHP                                                                                             | 1 września – 30 września 2005  |
| 2005 | SN22MP          | 22. rocznica odsłonięcia Pomnika Małego Powstańca                                                                                          | 1 października 2005            |
| 2006 | SN0HAL          | Akcja Dyplomowa „Harcerska Akcja Letnia” 2006                                                                                              | 1 lipca – 31 sierpnia 2006     |
| 2007 | SN0ZHR          | Jubileuszowy Zlot Świętego Jerzego Chorągwi Mazowieckiej ZHR z okazji 100. rocznicy pierwszego obozu skautowego                            | 8 czerwca – 10 czerwca 2007    |
| 2007 | SN0HAL          | Akcja Dyplomowa „Harcerska Akcja Letnia” 2007                                                                                              | 1 lipca – 31 sierpnia 2007     |
| 2007 | SP10ZIP         | 10. rocznica powstania HKŁ SP5ZIP | 1 grudnia – 31 grudnia 2007    |
| 2008 | SN0HAL          | Akcja Dyplomowa „Harcerska Akcja Letnia” 2008                                                                                              | 1 lipca – 31 sierpnia 2008     |
| 2009 | SN0HAL          | Akcja Dyplomowa „Harcerska Akcja Letnia” 2009                                                                                              | 20 czerwca – 31 sierpnia 2009  |
| 2010 | SN0HAL          | Akcja Dyplomowa „Harcerska Akcja Letnia” 2010                                                                                              | 28 czerwca – 15 sierpnia 2010  |
| 2010 | SN100HP         | 100. rocznica powstania Harcerstwa Polskiego                                                                                               | 1 stycznia – 14 stycznia 2010  |
| 2010 | SN100HP         | 100. rocznica powstania Harcerstwa Polskiego                                                                                               | 1 lutego – 28 lutego 2010      |
| 2010 | SN100HP         | 100. rocznica powstania Harcerstwa Polskiego                                                                                               | 1 kwietnia – 24 czerwca 2010   |
| 2010 | SN100HP         | 100. rocznica powstania Harcerstwa Polskiego                                                                                               | 15 sierpnia 2010               |
| 2012 | SN45CHBW        | 45. rocznica nadania Chorągwi Stołecznej ZHP imienia „Bohaterów Warszawy”                                                                  | 1 maja – 31 maja 2012          |
| 2012 | SN0HAL          | Akcja Dyplomowa „Harcerska Akcja Letnia” 2012                                                                                              | 1 lipca – 31 sierpnia 2012     |
| 2012 | SP15ZIP         | 15. rocznica powstania HKŁ SP5ZIP | 1 grudnia – 31 grudnia 2012    |
| 2014 | SN1944PW        | 70. rocznica wybuchu Powstania Warszawskiego                                                                                               | 28 lipca – 3 sierpnia 2014     |
| 2015 | SO70VD          | 70. rocznica Dnia Zwycięstwa (ang. Victory Day)                                                                                            | 20 kwietnia – 31 maja 2015     |
| 2016 | SN0HAL          | Akcja Dyplomowa „Harcerska Akcja Letnia” 2016                                                                                              | 1 lipca – 31 sierpnia 2016     |
| 2017 | SN60HWZ         | 60. rocznica powstania Hufca ZHP Warszawa-Żoliborz                                                                                         | 28 lutego – 30 kwietnia 2017   |
| 2017 | SN50CHBW        | 50. rocznica nadania Chorągwi Stołecznej ZHP imienia „Bohaterów Warszawy”                                                                  | 1 maja – 31 maja 2017          |
| 2017 | SP20ZIP         | 20. rocznica powstania HKŁ SP5ZIP | 15 listopada – 31 grudnia 2017 |
| 2018 | SN100ZHP        | Upamiętnienie 100-lecia połączenia polskich organizacji harcerskich i skautowych z trzech zaborów w jednolity Związek Harcerstwa Polskiego | 1 stycznia – 31 grudnia 2018   |
| 2019 | SN75PW          | 75. rocznica wybuchu Powstania Warszawskiego                                                                                               | 1 stycznia – 29 listopada 2019 |

### Osiągnięcia HKŁ SP5ZIP w zawodach krótkofalarskich
HKŁ SP5ZIP ma na swoim koncie ponad 25 wyników w pierwszej trójce w polskich zawodach krótkofalarskich.
Poniżej przedstawiono ich wykaz oraz ilościowe zestawienie miejsc za poszczególne zawody:
| Nr | Rok     | Zawody                                             | Miejsce | Konkurencja / Kategoria       | Stacja   |
| --- | ------- | -------------------------------------------------- | ------- | ----------------------------- | -------- |
| 1 | 1997    | Puchar Syreny 1997                                 | 1       | Wielobój / Zespoły Harcerskie | ARDF     |
| 2 | 2003    | Harcerska Fala 2003                                | 2       | Harcerskie Stacje Klubowe     | SP5ZIP   |
| 3 | 2003    | O Puchar KH ZHP Jarosław                           | 3       | brak kategorii                | SP5ZIP   |
| 4 | 2008    | Dzień Myśli Braterskiej                            | 3       | Harcerskie Stacje Klubowe     | SP5ZIP   |
| 5 | 2010    | Dzień Dziecka 2010                                 | 2       | Operator do 16 lat            | SN100HP  |
| 6 | 2010    | Dzień Myśli Braterskiej                            | 3       | Harcerskie Stacje Klubowe     | SN100HP  |
| 7 | 2011    | Dzień Dziecka 2011                                 | 1       | Operator do 16 lat            | SP5ZIP   |
| 8 | 2012    | Dzień Dziecka 2012                                 | 1       | Operator do 16 lat            | SP5ZIP   |
| 9 | 2015    | Dzień Dziecka 2015                                 | 3       | Operator do 16 lat            | SP5ZIP   |
| 10 | 2015    | Dzień Myśli Braterskiej                            | 1       | Harcerskie Stacje Klubowe     | SP5ZIP   |
| 11 | 2015    | Memoriał Stefana Starzyńskiego                     | 1       | Stacje nadające z Warszawy    | SP5ZIP   |
| 12 | 2016    | Dzień Dziecka 2016                                 | 2       | Operator do 16 lat            | SP5ZIP   |
| 13 | 2016    | O Statuetkę Małego Powstańca                       | 3       | Harcerskie Stacje Klubowe     | SP5ZIP   |
| 14 | 2017    | Dzień Myśli Braterskiej                            | 1       | Harcerskie Stacje Klubowe     | SP5ZIP   |
| 15 | 2017    | 63 Dni Męstwa i Chwały                             | 3       | Stacje nadające z Warszawy    | SP5ZIP   |
| 16 | 2017    | O Statuetkę Małego Powstańca                       | 2       | Harcerskie Stacje Klubowe     | SP5ZIP   |
| 17 | 2018    | Tydzień Tradycji LOK                               | 2       | Stacje Klubowe                | SN100ZHP |
| 18 | 2018    | Kamykowe Wici                                      | 3       | Harcerskie Stacje Klubowe     | SP5ZIP   |
| 19 | 2018    | Memoriał Stefana Starzyńskiego                     | 1       | Stacje nadające z Warszawy    | SP5ZIP   |
| 20 | 2018    | 63 Dni Męstwa i Chwały                             | 1       | Stacje nadające z Warszawy    | SN100ZHP |
| 21 | 2018    | Hołd Powstańcom Wielkopolskim                      | 3       | brak kategorii                | SN100ZHP |
| 22 | 2019    | Robinsonowie Warszawscy                            | 3       | Stacje nadające z Warszawy    | SP5ZIP   |
| 23 | 2019    | Tydzień Tradycji LOK                               | 1       | Stacje nadające z Warszawy    | SP5ZIP   |
| 23 | 2019    | Tydzień Tradycji LOK                               | 3       | Stacje nadające z Warszawy    | SN75PW   |
| 24 | 2019    | Memoriał Stefana Starzyńskiego                     | 1       | Stacje nadające z Warszawy    | SN75PW   |
| 25 | 2019    | 63 Dni Męstwa i Chwały                             | 1       | Stacje nadające z Warszawy    | SN75PW   |
| 26 | 2020    | Robinsonowie Warszawscy                            | 1       | Stacje nadające z Warszawy    | SP5ZIP   |
| 27 | 2020    | Zaślubiny Polski z Morzem                          | 1       | Multi-Op Mixed                | SP5ZIP   |
| 28 | 2020    | Dzień Myśli Braterskiej                            | 1       | Harcerskie Stacje Klubowe     | SP5ZIP   |
| 29 | 2020    | O Puchar KH ZHP Jarosław                           | 1       | brak kategorii                | SP5ZIP   |
| 30 | 2020    | W hołdzie uczestnikom Powstania Warszawskiego 1944 | 1       | Mixed-Op                      | SP5ZIP   |
| \| Zawody \| Miejsce \| Miejsce \| Miejsce \| \| -------------------------------------------------- \| ------- \| ------- \| ------- \| \| Zawody \| \| \| \| \| 63 Dni Męstwa i Chwały \| 2 \| \| 1 \| \| Dzień Dziecka \| 2 \| 2 \| 1 \| \| Dzień Myśli Braterskiej \| 3 \| \| 2 \| \| Harcerska Fala \| \| 1 \| \| \| Hołd Powstańcom Wielkopolskim \| \| \| 1 \| \| Kamykowe Wici \| \| \| 1 \| \| Memoriał Stefana Starzyńskiego \| 3 \| \| \| \| O Puchar KH ZHP Jarosław \| 1 \| \| 1 \| \| O Statuetkę Małego Powstańca \| \| 1 \| 1 \| \| Puchar Syreny 1997 \| 1 \| \| \| \| Robinsonowie Warszawscy \| 1 \| \| 1 \| \| Tydzień Tradycji LOK \| 1 \| 1 \| 1 \| \| W hołdzie uczestnikom Powstania Warszawskiego 1944 \| 1 \| \| \| \| Zaślubiny Polski z Morzem \| 1 \| \| \| \| Razem \| 16 \| 5 \| 10 \| |         |                                                    |         |                               |          |
| Zawody | Miejsce | Miejsce                                            | Miejsce |                               |          |
| Zawody |         |                                                    |         |                               |          |
| 63 Dni Męstwa i Chwały | 2       |                                                    | 1       |                               |          |
| Dzień Dziecka | 2       | 2                                                  | 1       |                               |          |
| Dzień Myśli Braterskiej | 3       |                                                    | 2       |                               |          |
| Harcerska Fala |         | 1                                                  |         |                               |          |
| Hołd Powstańcom Wielkopolskim |         |                                                    | 1       |                               |          |
| Kamykowe Wici |         |                                                    | 1       |                               |          |
| Memoriał Stefana Starzyńskiego | 3       |                                                    |         |                               |          |
| O Puchar KH ZHP Jarosław | 1       |                                                    | 1       |                               |          |
| O Statuetkę Małego Powstańca |         | 1                                                  | 1       |                               |          |
| Puchar Syreny 1997 | 1       |                                                    |         |                               |          |
| Robinsonowie Warszawscy | 1       |                                                    | 1       |                               |          |
| Tydzień Tradycji LOK | 1       | 1                                                  | 1       |                               |          |
| W hołdzie uczestnikom Powstania Warszawskiego 1944 | 1       |                                                    |         |                               |          |
| Zaślubiny Polski z Morzem | 1       |                                                    |         |                               |          |
| Razem | 16      | 5                                                  | 10      |                               |          |

### Akcje dyplomowe i zawody krótkofalarskie organizowane przez HKŁ SP5ZIP
- Akcja Dyplomowa „Harcerska Akcja Letnia”
- Memoriał hm. Wacława Łukaszewicza
- Akcja Dyplomowa z okazji 100 lecia Harcerstwa Polskiego
- Akcja Dyplomowa z okazji 100 lecia Związku Harcerstwa Polskiego[10]

## Specyfika i funkcjonowanie

### Podstawa prawna funkcjonowania
Podstawą prawną działania HKŁ SP5ZIP są Statut Związku Harcerstwa Polskiego oraz Instrukcja tworzenia i działania gromady, drużyny, kręgu i klubu specjalnościowego.
Dokumentem wewnętrznym, definiującym strukturę organizacyjną HKŁ SP5ZIP jest Regulamin Pracy Harcerskiego Klubu Łączności SP5ZIP im. hm. Wacława Łukaszewicza. W dokumencie tym podano iż:
- bezpośrednim zwierzchnikiem kierownictwa klubu jest komendant Hufca ZHP Warszawa-Żoliborz
- jednostką organizacyjną ZHP posiadającą osobowość prawną i reprezentującą klub w umowach cywilnoprawnych jest Chorągiew Stołeczna ZHP
- praca krótkofalarska klubu odbywać się może z mocą wyjściową do 500W (Pozwolenie Radiowe nr 1/K/B/2017 kategorii 1)

### Struktura organizacyjna
Poniżej przedstawiono strukturę organizacyjną HKŁ SP5ZIP:
- Kierownik HKŁ SP5ZIP
  - II Zastępca Kierownika HKŁ SP5ZIP ds. Specjalnościowych
    - Instruktor Specjalności HKŁ SP5ZIP
    - Instruktor Specjalności HKŁ SP5ZIP
    - QSL Manager HKŁ SP5ZIP

  - I Zastępca Kierownika HKŁ SP5ZIP
    - Administrator Bezpieczeństwa Informacji HKŁ SP5ZIP

  - III Zastępca Kierownika HKŁ SP5ZIP ds. Harcerskich
    - Instruktor HKŁ SP5ZIP

### Operatorzy odpowiedzialni
Poniżej przedstawiono wykaz operatorów odpowiedzialnych HKŁ SP5ZIP:
| Operator odpowiedzialny | Znak wywoławczy | od   | do              |
| ----------------------- | --------------- | ---- | --------------- |
| Jarosław Szymaniak      | SQ5VJA          | 1997 | obecnie         |
| Marek Ruszczak          | SP5UAR          | 1997 | obecnie         |
| Włodzimierz Biczysko    | SP5VIW          | 1997 | 2023 Silent Key |

## Ciekawostki
- Cała kadra klubu, posiada uprawnienia elektryczne, wykonała m.in. instalację elektryczną w lokalu Hufca ZHP Warszawa-Żoliborz, co zostało odnotowane w rozkazie komendanta hufca w formie pochwały dla dwóch jej przedstawicieli[14].

## Odznaczenia
- Medal „Opiekun Miejsc Pamięci Narodowej” (2008)[3]
- Medal „PTTK Za Pomoc i Współpracę” (2008)
- Medal PZK „im. Braci Odyńców” (2010)[3]